# Christian Traverso
Christian Alberto Traverso (n. Buenos Aires, Argentina, 19 de agosto de 1971) es un exfutbolista argentino que jugó como portero. Ha militado en diversos clubes de Argentina y Chile. Precisamente en Chile realizó la mayor parte de su carrera, jugando por varios equipos del ascenso de ese país y es plenamente identificado con Deportes Melipilla, con el cual ganó 2 títulos de la Primera B y que fue además, su único club en la Primera División del fútbol chileno (sufrió un descenso en 2005, tras perder la Liguilla de Promoción de ese año ante O'Higgins).

## Clubes
| Club                   | País      | Año       |
| ---------------------- | --------- | --------- |
| Deportivo Riestra      | Argentina | 1988-1990 |
| Defensores de Belgrano | Argentina | 1991-1994 |
| Barracas Central       | Argentina | 1995-1996 |
| Deportes Linares       | Chile     | 1996      |
| Deportes Antofagasta   | Chile     | 1997-2003 |
| Deportes Melipilla     | Chile     | 2004-2006 |
| San Luis de Quillota   | Chile     | 2007-2008 |
| Sacachispas            | Argentina | 2009      |

## Palmarés
| Título    | Club               | País  | Año  |
| --------- | ------------------ | ----- | ---- |
| Primera B | Deportes Melipilla | Chile | 2004 |
| Primera B | Deportes Melipilla | Chile | 2006 |